# Kur jezik
Kur jezik (ISO 639-3: kuv), austronezijski jezik kojim govori oko 3 180 ljudi (2000) u južnim Molucima (Maluku) na otoku Kur i susjednim otocima. 
Zajedno s teorskim [tev] čini teor-kursku podskupinu centralnih malajsko-polinezijskih jezika.

## Vanjske poveznice
- Ethnologue (14th)
- Ethnologue (15th)
- The Kur Language